# Obbola
Obbola ist ein Ort (Tätort) im Norden Schwedens in der Gemeinde Umeå in Västerbottens län. Der Ort liegt an der Europastraße 12, zum Bahnhof Umeå an der Botniabanan sind es etwa sechs Kilometer. Des Weiteren liegt der Ort an der Ostsee.

## Geschichte
Obbola ist eines der ältesten Dörfer in der Umgebung von Umeå. Südlich von Obbola sind Gräber gefunden worden, die auf Besiedlung im 7. Jahrhundert v. Chr. schließen lassen. Feste Siedlungen entstanden erst ab dem 13. Jahrhundert, und ab dem 15. Jahrhundert zählte Obbola als Dorf zu.
| Jahr      | 1960  | 1965  | 1970  | 1975  | 1980  | 1990  | 1995  | 2000  | 2005  | 2010  | 2015  |
| --------- | ----- | ----- | ----- | ----- | ----- | ----- | ----- | ----- | ----- | ----- | ----- |
| Einwohner | 1.134 | 1.202 | 1.396 | 1.667 | 2.062 | 2.234 | 2.208 | 2.196 | 2.175 | 2.197 | 2.173 |

## Galerie

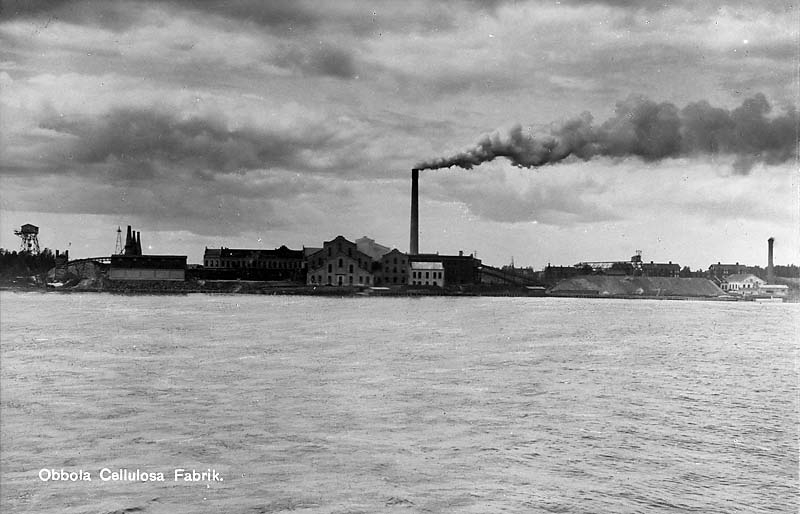
Papierfabrik (1930)
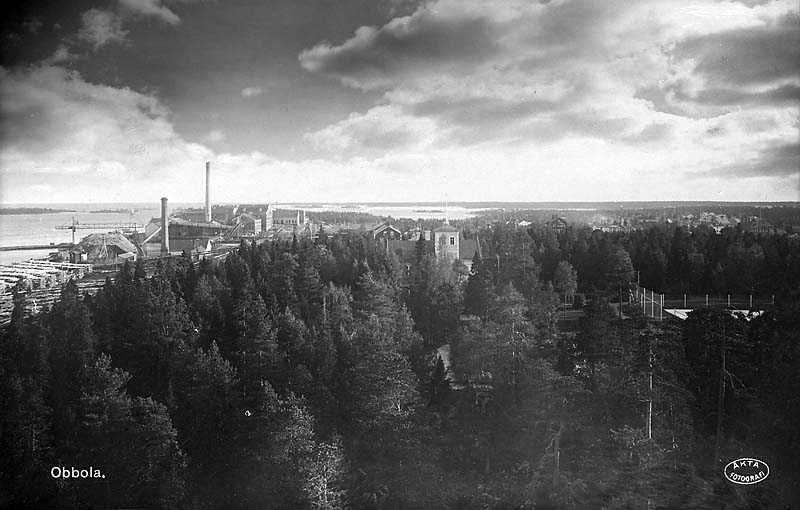
Obbola (1930)
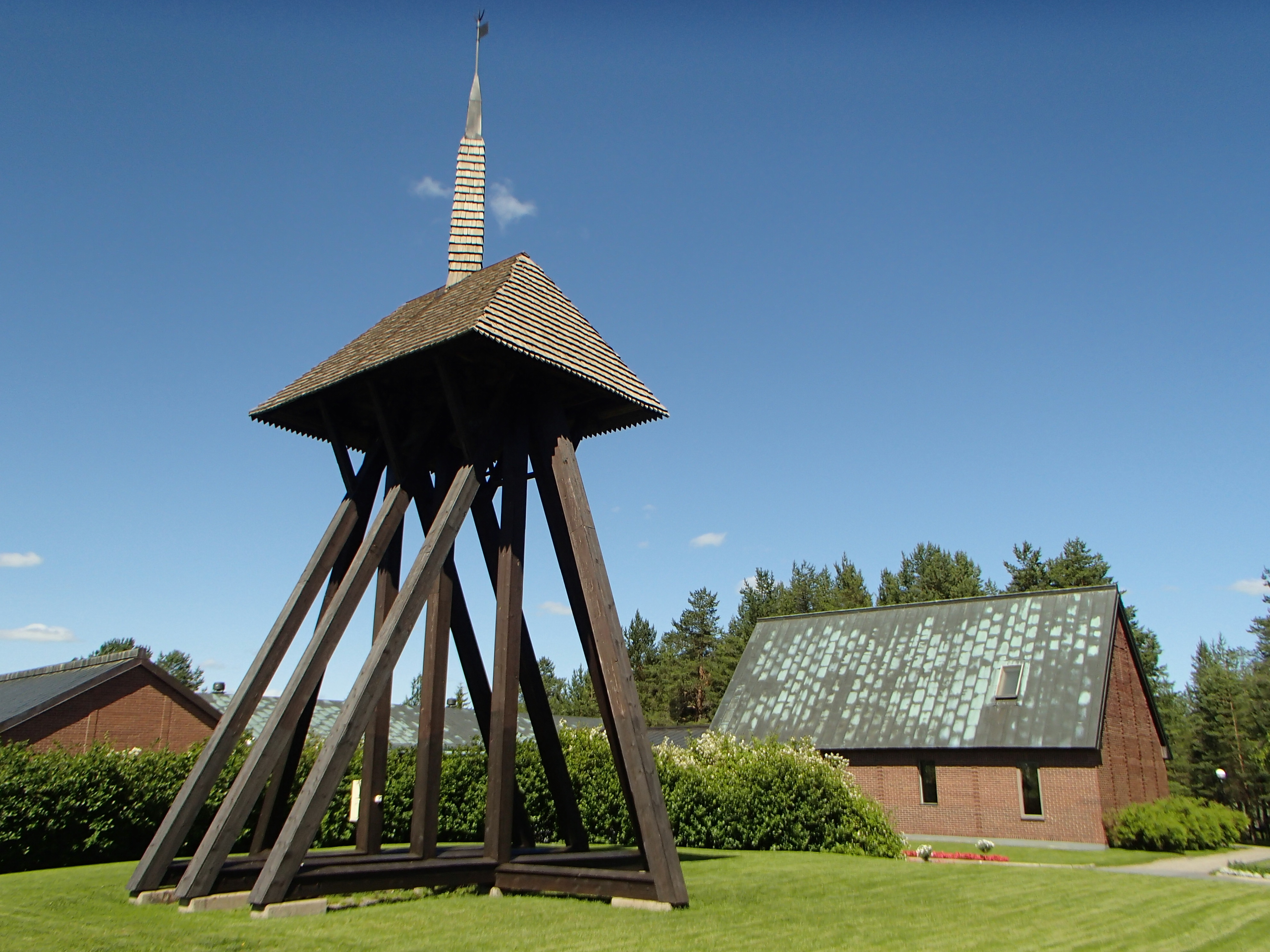
Kirche (2013)
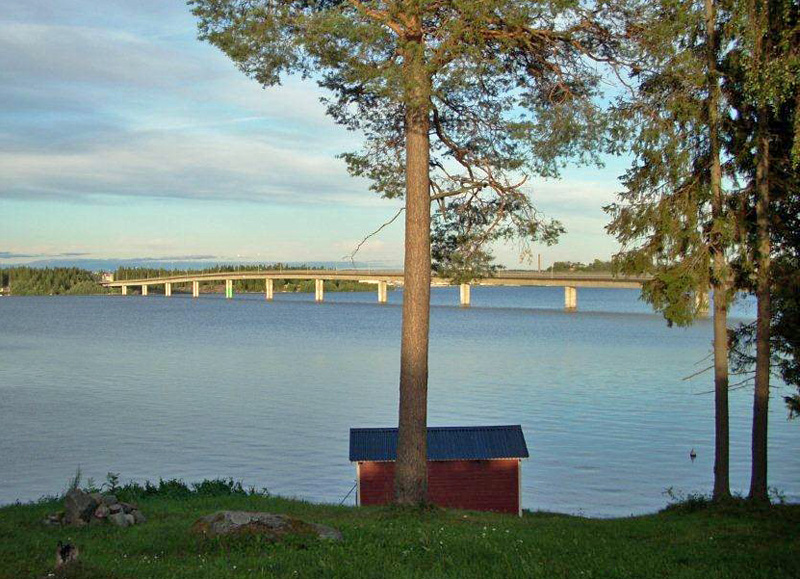
Obbola-Brücke